# Studentenverbindungen in der DDR
Im Nachkriegsdeutschland stießen die traditionellen Studentenverbindungen als antidemokratisch und nationalistisch auf Ablehnung. In der Sowjetischen Besatzungszone (SBZ), der späteren DDR, galten sie zudem als Hort des Bürgertums und damit des Klassenfeindes. Sie blieben verboten und wurden nach Westdeutschland abgedrängt. Spätestens in den 1980er Jahren erkannte die SED-Führung aber zumindest in der Geschichte der nationalrevolutionären Burschenschaften gewisse „progressive Traditionslinien“, die von den „reaktionären Traditionslinien“ losgelöst und gesondert bewahrt werden könnten. Diese Rückendeckung ermöglichte die heimliche Gründung von Studentenverbindungen in der DDR, von denen einige bis zur Wende und friedlichen Revolution in der DDR überlebten. Diese neuen Verbindungen bestanden zum Beispiel in Jena, Leipzig, Halle (Saale), Erfurt, Tharandt, Dresden, Freiberg, Magdeburg und Greifswald. In Ost-Berlin und in Rostock scheint es keine solchen Verbindungen gegeben zu haben. Heute sind die meisten DDR-Studentenverbindungen in der Rudelsburger Allianz zusammengeschlossen.

## Sowjetische Besatzungszone
In der SBZ und dem Sowjetischen Sektor von Berlin lagen mit der dortigen Humboldt-Universität und den Universitäten Leipzig, Rostock, Greifswald, Jena und Halle-Wittenberg sowie den technischen, forstlichen und bergbaulichen Hochschulen in Dresden, Tharandt und Freiberg einige der wichtigsten und traditionsreichsten des deutschen Sprachraums.
Nachdem die Nationalsozialisten alle Studentenverbindungen verboten hatten und ihre Mitglieder in Kameradschaften innerhalb des Nationalsozialistischen Deutschen Studentenbundes eingegliedert hatten, war die Zeit der Studentenverbindungen in Deutschland zunächst vorbei. An einigen Orten, zum Beispiel in Leipzig, gelang es allerdings heimlich und im Rahmen der Kameradschaften, das Verbindungsleben entweder aufrechtzuerhalten oder Verbindungen wiederzugründen, so dass gegen Kriegsende durchaus an einigen Orten noch verbindungsstudentische Strukturen an den Universitäten bestanden.
Die traditionellen Studentenverbindungen stellten für die sowjetische Militäradministration (SMAD) und die deutsche kommunistische Führungsschicht der Nachkriegszeit – ähnlich wie für die Nationalsozialisten – eine „ewiggestrige“, konservative Gruppierung dar, die reaktionäre Ziele verfolgte und mit der keine Revolution zu machen sei.
Doch schon bald, nachdem die SMAD ihre Arbeit aufgenommen hatte, war ersichtlich, dass eine Existenz auf dem Boden der sowjetischen Besatzungszone nicht möglich werde. Die hier ansässigen Verbindungen versuchten, möglichst viel an Material und historischen Erinnerungsstücken in den Westen zu schaffen und an einer Universität in der entstehenden Bundesrepublik eine neue Existenz aufzubauen. Die Berliner Verbindungen verlegten sich an die neugegründete Freie Universität Berlin oder an die Technische Universität Berlin im Westteil der Stadt.
Die bereits im Berufsleben stehenden Mitglieder („Alte Herren“), die nicht in den Westen gingen, machten ihre Zugehörigkeit zum traditionellen Studentenwesen nicht öffentlich. Die im Westen wiedergegründeten Verbindungen hielten mit den „Alten Herren“ in der DDR nur auf sehr diskrete Weise Kontakt, um sie nicht politisch zu desavouieren. So verschwand die verbindungsstudentische Kultur auf dem Gebiet der DDR innerhalb weniger Jahre völlig aus dem Bewusstsein der Bevölkerung.

## DDR: Abkehr von der bürgerlichen Tradition
Bereits in der Frühphase der DDR waren ehemalige Verbindungsstudenten – ohne ihre Vergangenheit zu thematisieren – in der Führungselite des neuen Staates vertreten. Nicht wenige waren während der sowjetischen Kriegsgefangenschaft in Antifa-Schulen ideologisch geschult worden. Beispiele sind die Corpsstudenten Wilhelm Feldmann, Heinrich Homann und Karl Hans Walther, der erst Generalarzt der Wehrmacht und dann Generalmajor der NVA war. Homann war von 1972 bis 1989 Vorsitzender der Nationaldemokratischen Partei Deutschlands und von 1960 bis 1989 stellvertretender Vorsitzender des Staatsrates der DDR.
Reinhold Lobedanz, Mitglied des Corps Lusatia Leipzig, war von 1949 bis zu seinem Tode im Jahre 1955 Präsident der Länderkammer der DDR. Johannes Dieckmann, Mitglied des VDSt Berlin, gehörte in Sachsen zu den Gründern der Liberal-Demokratischen Partei Deutschlands. Er war stellvertretender Vorsitzender der LDPD,  Präsident der Volkskammer der DDR (1949–1969), stellvertretender Vorsitzender des Staatsrates der DDR (1960–1969) und Präsident der Gesellschaft für Deutsch-Sowjetische Freundschaft (DSF) (1963–1968).
Bei den Studenten in der Bundesrepublik Deutschland war der Bezug zu den in der DDR gelegenen Landesteilen trotz der Teilung nicht abgebrochen. Besonders enge Beziehungen bestanden bei den „Flüchtlings“-Verbindungen, den Verbindungen in Berlin oder bei den Verbindungen an den Universitäten in Grenznähe, wie Göttingen. So ist von Verbindungsstudenten aus Berlin bekannt, dass sie Fluchthilfe-Aktionen und Tunnelgrabungen unter der Mauer durchführten. Teilweise wurden Freunde und Verwandte mit Medikamenten und Lebensmitteln versorgt. Ein Corpsstudent wurde vor ein westdeutsches Gericht gestellt, weil er nach einer geplatzten Fluchthilfe-Aktion einen DDR-Grenzer bei einem Feuergefecht erschossen haben soll. (Erst nach der Wiedervereinigung wurde aus Akten ersichtlich, dass die tödliche Kugel aus einer Stasi-Waffe abgefeuert worden war.) Göttinger Verbindungsstudenten leisteten über Jahrzehnte ehrenamtliche Arbeit in der Friedland-Hilfe im wenige Kilometer entfernten Grenzdurchgangslager Friedland.
An den Universitäten in der DDR und in der jüngeren Bevölkerung verschwand das Wissen über die verbindungsstudentischen Traditionen. Nach der offiziellen Doktrin der SED-Führung war die DDR ein „Arbeiter-und-Bauern-Staat“ und die Universitäten standen nun vor allem den Kindern der werktätigen Bevölkerung offen, der Marxismus-Leninismus bestimmte die Studieninhalte. Dies wurde als Sieg der Arbeiterklasse über das reiche Bürgertum gefeiert, wobei das Verbindungsstudententum als Symbol dieser verhassten Gesellschaftsschicht galt.
Deutlich wurde diese Haltung anhand einer „Kantate“, die auf Geheiß von Walter Ulbricht, dem damaligen Ersten Sekretär des ZK der SED und späteren Staatsratsvorsitzenden der DDR, am 19. Oktober 1959 anlässlich des 550-jährigen Bestehens der Universität Leipzig vorgetragen wurde:
Wo gestern nur Söhne der Reichen gesessen,
Wo gestern blasierte, zerschnittene Fressen
Vom Dunst des letzten Kneipens umweht,
Saß lernend der Bauer, da saß der Prolet.
Die Köchin begann jetzt, den Staat zu regieren
Und schickte den Sohn und die Tochter studieren,
So, wie es Wladimir Iljitsch geheißen:
Die Macht und die Bildung an sich zu reißen.
Es siegte bei dieser letzten Mensur
Die proletarische Diktatur.

## Hinwendung zur studentischen Tradition

### Erschließung studentischen Liedgutes
Doch bereits in den frühen 60er Jahren gab es erste zaghafte Versuche von Studenten in der DDR, etwas über die Traditionen zu erfahren. Hauptsächliches Interesse galt am Anfang dem alten studentischen Liedgut. Die wenigen alten Kommersbücher wurden dazu teilweise per Hand abgeschrieben. Kontakte zu bestehenden Verbindungen in der Bundesrepublik bestanden nicht und wurden offensichtlich zu der Zeit auch nicht gesucht.
Besonders in den Evangelischen und Katholischen Studentengemeinden (ESG/KSG), welche nicht staatsnahen Studenten einen gewissen Freiraum boten, wurden zunehmend traditionelle studentische Lieder gesungen. Teilweise wurde auch versucht, die Lieder in öffentliche Veranstaltungen hineinzutragen, was aber schwierig blieb und nicht von allen Seiten gutgeheißen wurde.
Auch wurde die etwaige Entwicklung von eigenständigen studentischen Traditionen wirksam verhindert, da die sozialistische Jugend in der Freien Deutschen Jugend (FDJ) organisiert und damit von Partei und Staat kontrolliert sein sollte. Der Aufbau selbstverwalteter studentischer Strukturen stand dem Führungsanspruch der Partei im Wege.

### Erwerb von Couleurgegenständen

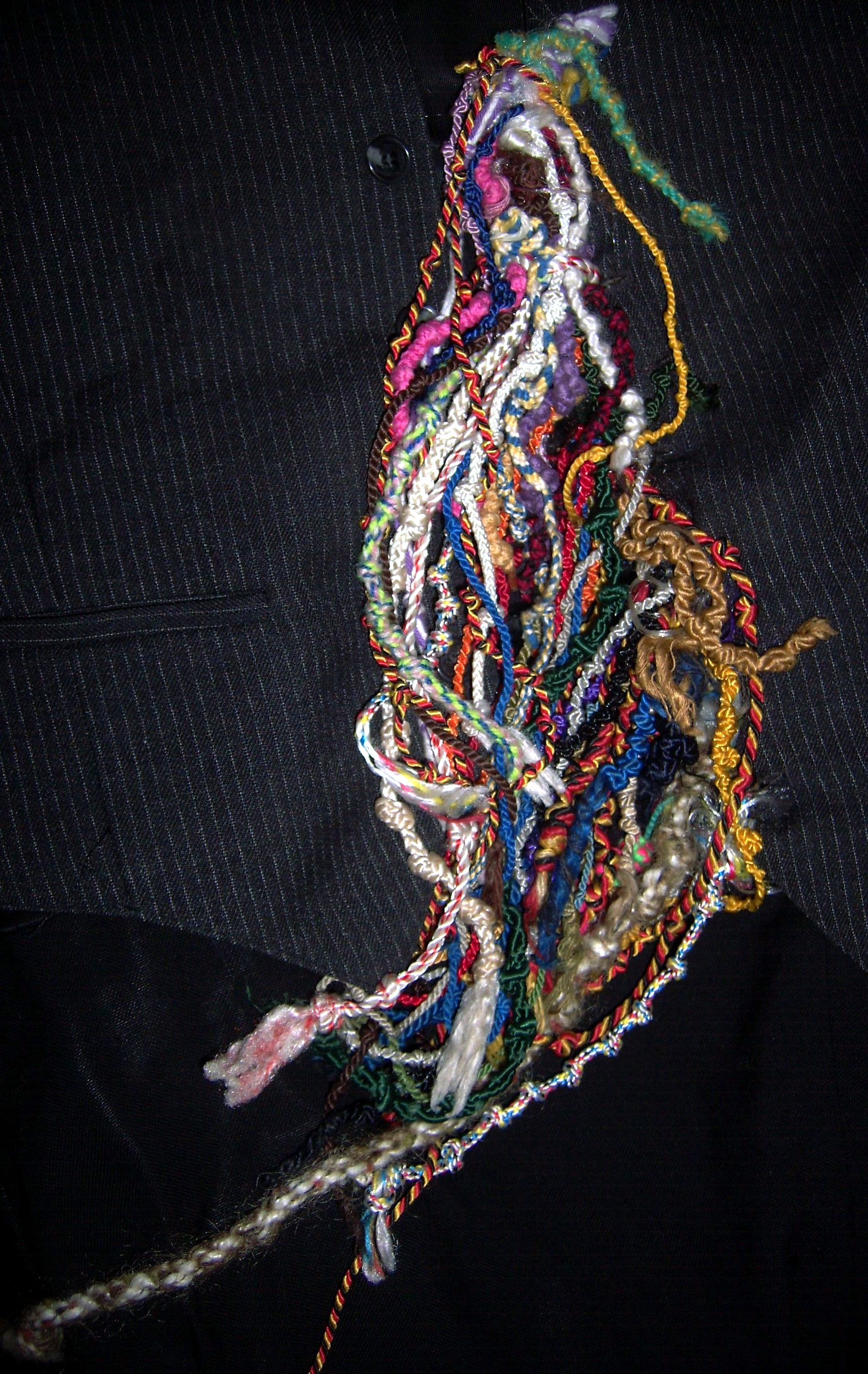
Erfindung der DDR-Studentenverbindungen: Bierkordeln

Es war keine Literatur und selten Couleur vorhanden. Mancher Student fand zu Hause alte Erbstücke, Band, Mütze oder Bierseidel von Vater oder Großvater. Mit diesen Couleurgegenständen konnten die Studenten der damaligen Zeit noch nicht viel anfangen.
Zeitzeugen berichten, dass interessierte Studenten begannen, durch verschlüsselte Zeitungsanzeigen alte Couleurgegenstände zusammenzusuchen. Auch an der Leihgarderobe des Dresdner Schauspielhauses kam eine Studentenmütze zum Vorschein, die von Näherinnen einer örtlichen Textilfabrik gegen Entgelt und Sachspenden in größerer Zahl kopiert wurde.
Teilweise wurden Couleurartikel (Studentenmützen, Bierseidel, Bier- und Weinzipfel etc.) in Antiquitätenläden oder direkt bei Haushaltsauflösungen angeboten.
Aus den Chroniken der frühen DDR-Verbindungen geht hervor, dass das Erscheinungsbild der Studenten während der heimlichen Zusammenkünfte zu der Zeit mehr einem Verkleiden in historischen Kostümen und einem Nachspielen der Traditionen glich, zumal das Couleur noch wie auf den Dachböden gefunden kunterbunt gemischt getragen beziehungsweise laienhaft zusammengenäht wurde.
Aufgrund des Mangels an Literatur über alte Traditionen bildeten sich bald auch neue. Eine eigene Kreation der DDR-Verbindungen war zum Beispiel der Gebrauch der „Bierkordel“. Dabei wurde eine rund 30 Zentimeter lange Kordel an alle Teilnehmer eines Kommerses ausgegeben. Nach jedem Salamander wurde ein Knoten in die Bierkordel eingefügt. Die Bierkordel ist auch nach der Wiedervereinigung in Gebrauch.

### Trinken und Feiern
Neben dem Singen der alten Lieder wurden auch bald die alten Bräuche beim Trinken und Feiern nachgeahmt, soweit das auf dem Kenntnisstand der damaligen Zeit möglich war. Die ersten Kommerse in Couleur fanden dann auch auf den Studentenbuden oder in abgelegenen Waldhütten statt. An ein Auftreten in öffentlichen Lokalen war noch nicht zu denken.

### Erste Gründungen

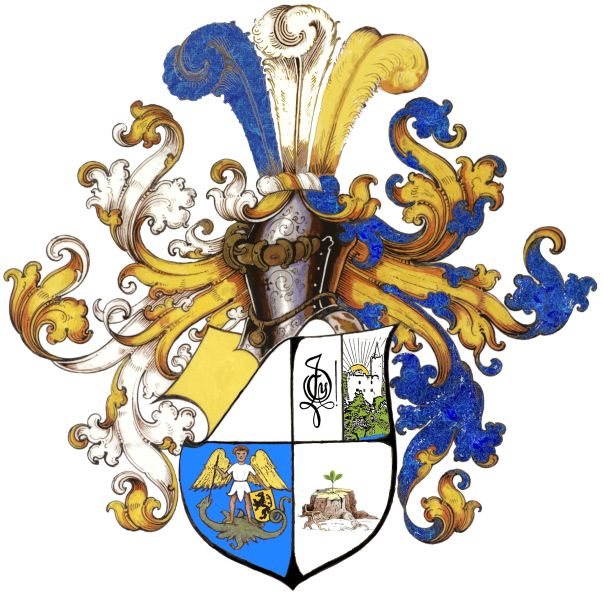
Das Studentenwappen der KDStV Salana Jenensis symbolisiert die Wiederentstehung studentischer Verbindungen auf dem Boden der DDR

Während es in den 60er und 70er Jahren bei einer allgemeinen Pflege studentischer Traditionen blieb, wurden zu Beginn der 80er Jahre die ersten Verbindungen mit traditionellen Namen und unter zunehmender Verwendung traditioneller Identitätssymbole gegründet, alles natürlich heimlich. Ein Rückgriff auf früher an den betreffenden Hochschulorten beheimatete Verbindungen wurde nicht gemacht, die Informationen über die früheren Verhältnisse standen nur bruchstückhaft zur Verfügung. Auch bestanden in der ersten Hälfte der 80er Jahre noch keine Kontakte zu den „Flüchtlings“-Verbindungen oder deren Dachverbänden im Westen. Auch hatten offensichtlich nie Kontakte zu den in der DDR lebenden Alten Herren früher dort ansässiger Verbindungen bestanden, die die Tradition hätten vermitteln können.
1985 wurde in der Reihe nl konkret des Berliner Verlages Neues Leben das Taschenbuch Blind wie zu Kaisers Zeiten – Säbel, Seidel, Schmisse: Neue „Burschenherrlichkeit“ (ISBN 3-355-00410-3) des Autors Klaus-Dieter Stefan veröffentlicht, in dessen Klappentext es heißt:

„Sie sind keine Ritter von trauriger Gestalt im Kampf gegen Windmühlen. Sie sind nicht tragisch, nicht komisch, sondern kreuzgefährlich – wenn Widerstand sie nicht hindert. Sie saufen, grölen und fechten wie in alten Zeiten und schlagen sich durch bis ins Zentrum der Macht. Von der Mensur zum Minister oder Monopolisten, stets auf Kreuzzug gegen Fortschritt und Frieden. Sie sind Relikt und Realität in einem und sorgen für Schlagzeilen wie selten zuvor – Burschenschaften und Korporationen in der BRD.“

Dieses Werk nimmt keinerlei Bezug auf die damaligen Entwicklungen zur Gründung von Studentenverbindungen in der DDR selbst, sondern behandelt das Thema ausschließlich als Phänomen der kapitalistischen Gesellschaft Westdeutschlands. Thematik und Argumentation gleichen denen der entsprechenden verbindungskritischen Literatur aus dem politisch linken Lager in der Bundesrepublik (siehe auch: Burschi-Reader).
Davon unbeeinträchtigt wagten sich schon im nächsten Jahr die Vertreter der neuen DDR-Verbindungen an überregionale Treffen und riskierten ein Auffliegen ihrer Bestrebungen.

### 1986

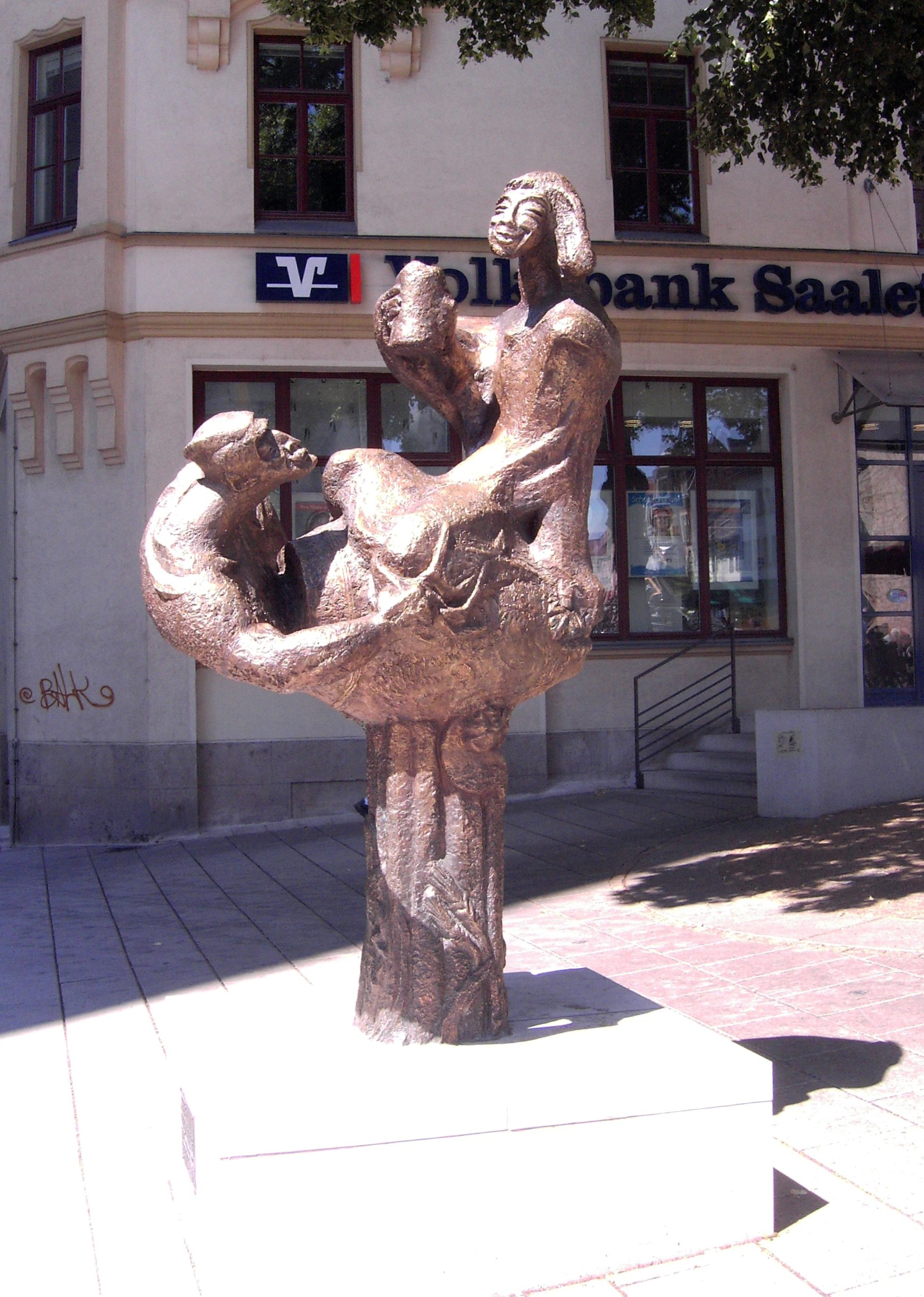
Neuguss des Ergo-bibamus-Denkmals in Jena (2006)

Am 8. Februar 1986 gründeten Studenten aus Leipzig in Wermsdorf die erste katholische Studentenverbindung der DDR, die seit 1991 dem Cartellverband angehörende KDStV Germania Leipzig.
Am 29. Mai 1986 fand ein erstes offizielles Zusammentreffen von Vertretern verschiedener Verbindungen aus Dresden, Erfurt, Freiberg, Halle, Jena, Leipzig und Magdeburg in Schmiedeberg im Gasthaus „Zur Schmiede“ statt.
In diesem Jahr erschien auch die erste Auflage des ersten in der DDR publizierten Studentenliederbuchs, herausgegeben vom Kustos der Friedrich-Schiller-Universität Jena, Günter Steiger. Die Liedersammlung Gaudeamus igitur. Laßt uns fröhlich sein. Historische Studentenlieder erlebte bis 1989 insgesamt drei Auflagen.
Ausdrücklich nach dem von Goethe gedichteten Studentenlied Ergo bibamus benannt wurde ein Denkmal, das im Jahre 1986 in Jena auf dem Standort des ehemaligen Brauhauses der Universität im Brunnen neben dem Anatomieturm (Leutragraben) aufgestellt wurde. Die Skulptur stellt einen Bier trinkenden Studenten dar, der auf einem Bierfass reitet, aus dessen Spundloch eine Teufelsgestalt hervorkommt. Ausgeführt wurde das Denkmal von dem Jenaer Künstler Freimut Drewello. Als Material wurde DDR-typisch „Plaste“ (Kunststoff) gewählt.
Die offizielle Begründung für die Errichtung des Denkmals war das Gedenken an das Akademische Brau- und Schankrecht aus dem Jahre 1548, an das Rosenprivilegium vom 21. Mai 1570 für die Schankstatt „Zur Rosen“ und an das von 1594 bis 1903 bestehende Akademische Brauhaus. Auch wurde der Bezug zu dem Goethe-Text offiziell erwähnt. Inoffiziell mag das aufkeimende Interesse an vorsozialistischen studentischen Traditionen eine Rolle gespielt haben. Jena war hierbei einer der Hauptorte.

### 1987

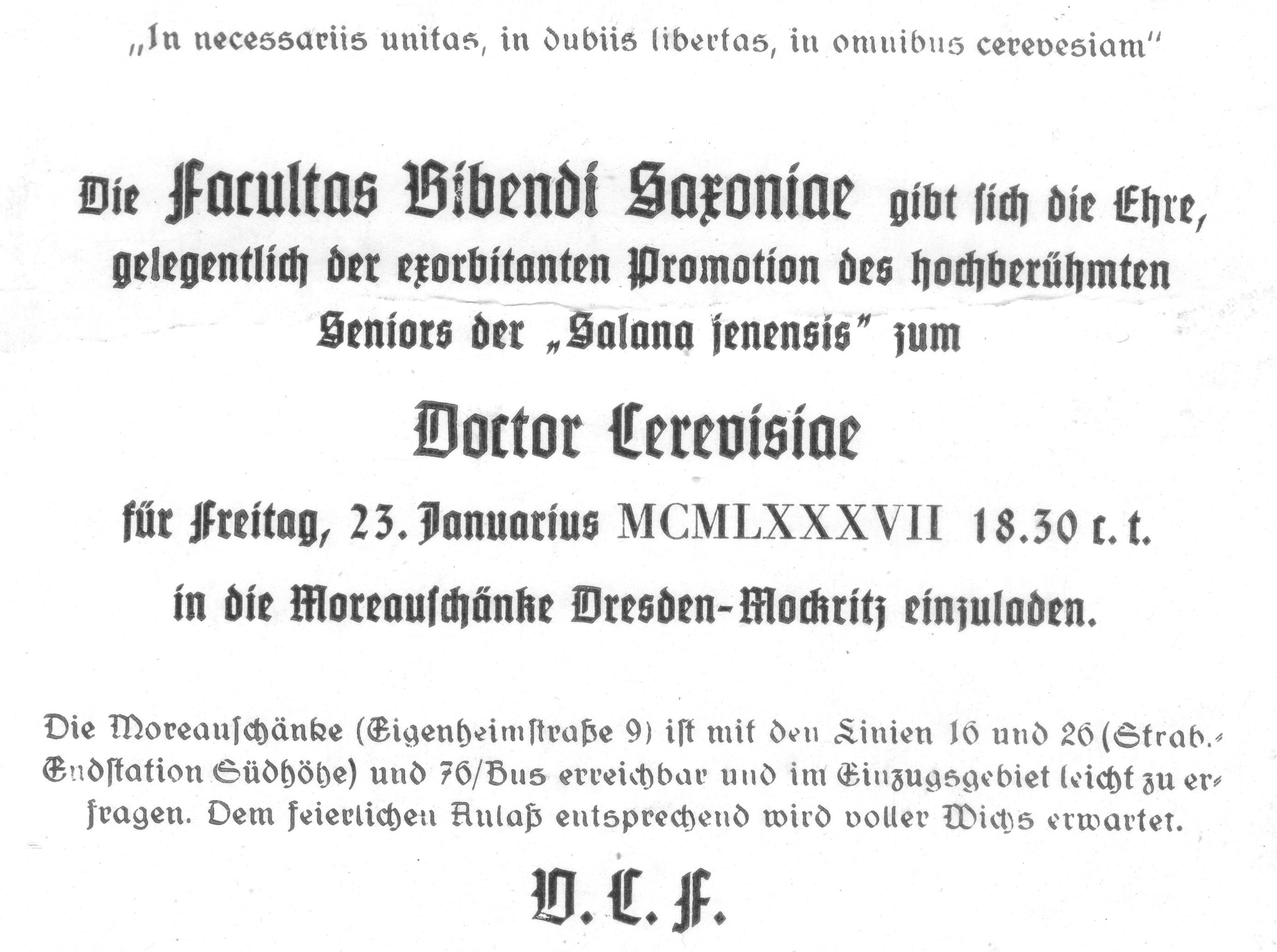
Bierpromotionen in den Studentenverbindungen der DDR

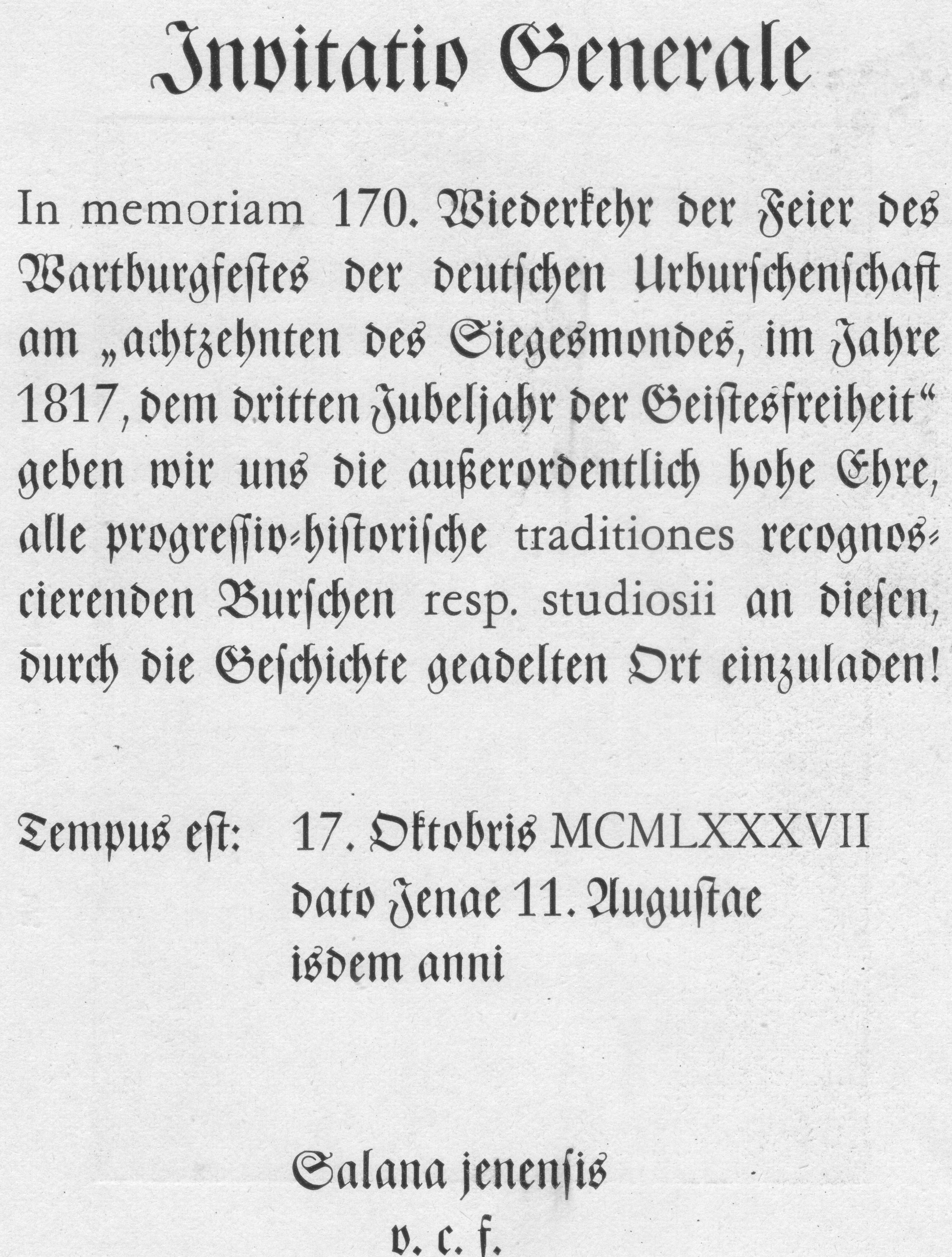
Einladung zur 170-Jahr-Feier des Wartburgfestes der Urburschenschaft

Weitere Höhepunkte in der Geschichte der Studentenverbindungen in der DDR waren die so genannten Bierpromotionen. Nachdem bereits der Hallenser Wolfgang Kupke (damals Kröllwitzer Senioren-Convent) zum Dr. cer. promovierte, fand am 23. Januar 1987 in der Moreauschänke zu Dresden die öffentliche Verteidigung der recht lustigen „Doktorarbeit“ des Gründungsseniors der Salana Jenensis, Helmut Gabel, statt. In der Stammkneipe der damaligen Dresdensia (jetzt Eques Aureus Dresdensis bzw. Cimbria Dresdensis) waren Verbindungsstudenten aus der ganzen DDR anwesend.
Am 20. Juni 1987 richtete die Verbindung (später KDStV) Salana Jenensis den ersten „Allianzkommers“ der DDR-Studentenverbindungen auf der Rudelsburg aus. Bei dieser Veranstaltung waren nur 19 Teilnehmer anwesend, die teilweise mit Flößen und in Zinkbadewannen auf der Saale angereist waren. Damit sollte Bezug genommen werden auf die auf alten Darstellungen ersichtliche Tradition der Bootsfahrten auf der Saale. Dieser Kommers war die erste offizielle, bei der Polizei angemeldete traditionelle Studentenveranstaltung in der Geschichte der DDR.
Die staatlichen Stellen reagierten: Im Herbst 1987 wollte die FDJ zum ersten Mal seit 20 Jahren wieder das Jubiläum des Wartburgfestes von 1817 begehen, auf dem Burschenschafter zum ersten Mal einer breiten Öffentlichkeit ihre Ideen von Freiheit, Bürgerrechten und deutscher Einheit präsentierten.
Doch bereits am Wochenende vor der FDJ-Jubiläumsveranstaltung, vom 17. bis zum 18. Oktober 1987, dem eigentlichen Jubiläumsdatum, feierten mehrere DDR-Studentenverbindungen auf Einladung der Salana Jenensis einen Festkommers in Eisenach. Der Kneiport lag auf dem Wartenberg, bekannt durch die Bücherverbrennung während des Wartburgfestes 1817, im Vereinslokal der Kleingartenanlage „Am Ziegelfeld“. Der Kommers wurde von einem Einsatzkommando der Deutschen Volkspolizei zeitweise unterbrochen, konnte aber dann doch weitergeführt werden. Am folgenden Tag zogen die Teilnehmer vom Eisenacher Markt in Couleur und mit selbstgenähten Fahnen, darunter eine Nachbildung der Fahne der Urburschenschaft von 1816 (Rot-Schwarz-Rot), auf die Wartburg, wo sie an einer Führung durch die Burg teilnahmen. Der Versuch einer kurzen Ansprache im Festsaal durch den Gründungssenior der Salana Jenensis, Helmut Gabel, wurde durch das Personal abgebrochen. Anschließend zog man durch die Eisenacher Wälder an der Ausflugsgaststätte „Waldschänke“ vorbei zum Burschenschaftsdenkmal. Bevor die Teilnehmer dieses ansonsten verschlossene Denkmal betraten, tauchte ein Einsatzwagen der Volkspolizei aus dem gerade begangenen Waldweg auf. Nach der Besichtigung wurden durch die Volkspolizei die Personalien des Mannes aufgenommen, der den Schlüssel für das Burschenschaftsdenkmal hatte.
Die offizielle Jubiläumsveranstaltung der FDJ wurde eine Woche später in typischer DDR-Manier im Blauhemd der FDJ durchgeführt, im Umfeld wurde aber von mehreren Seiten versucht, traditionelle Lieder und altes Couleur in der Öffentlichkeit zu zeigen, was von den Offiziellen auch zu einem gewissen Grad toleriert wurde.
In diesem Jahr gab der Zentralrat der FDJ im Verlag Junge Welt in Ostberlin das FDJ-Studentenliederbuch heraus, das linientreue, sozialistische Lieder mit traditionellen Kommersliedern in einem Band vereinte. Diese Ausgabe wäre ohne die Vorarbeit des Jenaer Studentenhistorikers Günter Steiger nicht denkbar gewesen.

### 1988

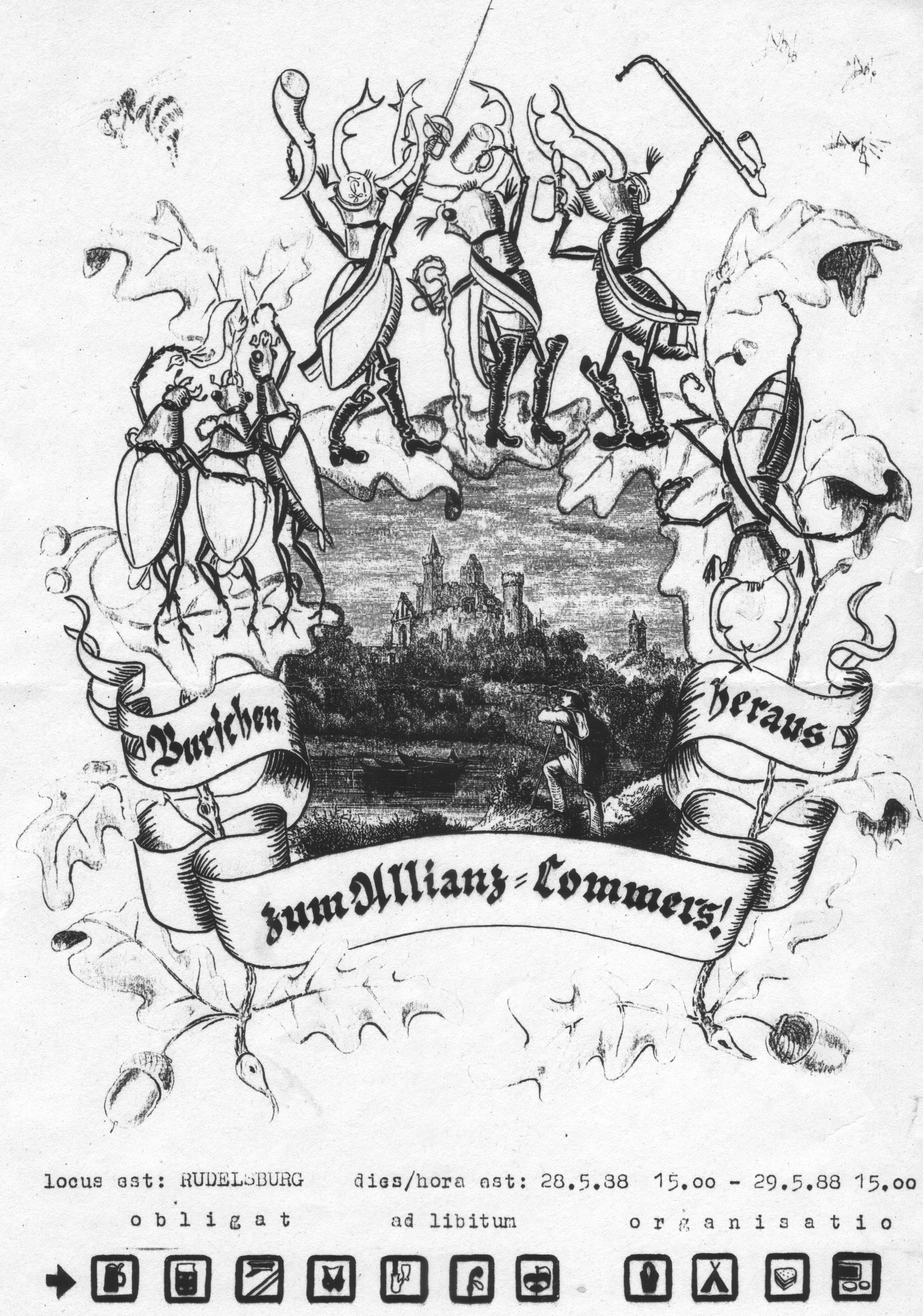
Einladung zum Allianzkommers 1988

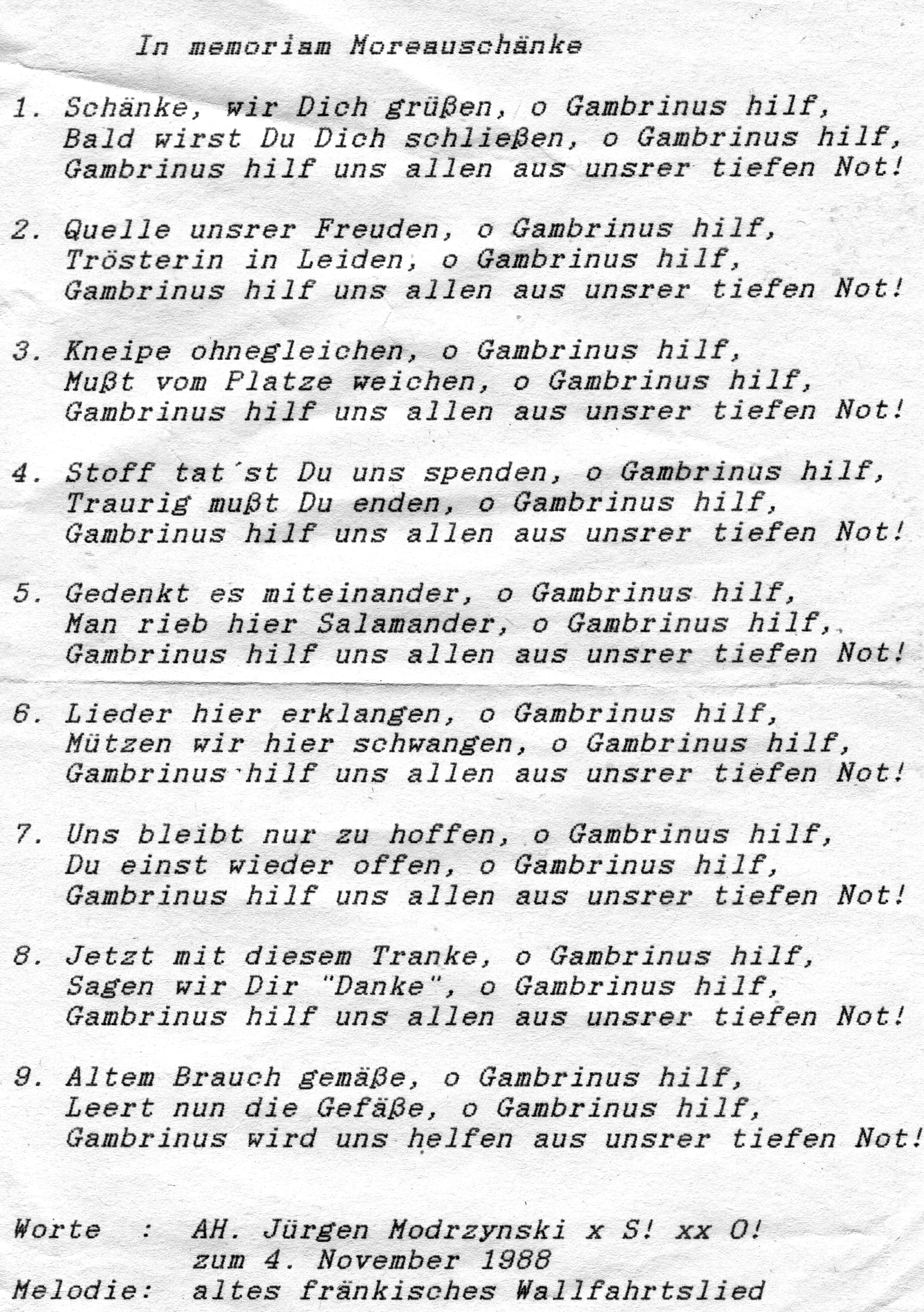
Lied zur Schließung der Moreauschänke

Im Januar 1988 wurde in Halle (Saale) unter Aufsicht der Partei- und Staatsführung der DDR der Freundeskreis Studentische Kulturgeschichte im Kulturbund der DDR gegründet, der aber nur bis Mai 1989 bestand.  Damit sollte sichergestellt werden, dass die neuen Tendenzen unter der Oberhoheit der staatlichen Stellen blieben. Die Entstehung einer Selbstverwaltung – wie bei Studentenverbindungen von jeher Grundprinzip – sollte verhindert oder rückgängig gemacht werden. Zeitzeugen berichten, dass diese Vereinnahmung nicht ausreichend gelang, denn gerade diese traditionelle Selbstbestimmung der Verbindungen war der Grund für ihre Neugründung in der DDR. In diesem Freundeskreis arbeiteten vor allem Mitglieder des 1986 gegründeten Kröllwitzer Senioren-Convent (heute: Deutsche Studentische Verbindung (DStV) Saxo-Ascania Hallensis) mit. Im Schutze des Kulturbundes führten die Mitglieder des „Kröllwitzer Senioren-Convents“ mehrere öffentlichkeitswirksame Veranstaltungen durch, unter anderem am 1. Dezember 1988 eine öffentliche Kneipe im Studentenclub Turm der Martin-Luther-Universität Halle-Wittenberg.
Der zweite Allianzkommers fand im Jahre 1988 im Saal der Gaststätte Burgblick in der Gemeinde Saaleck (Naumburg) statt, weil die Gaststätte auf der Rudelsburg unerwartet geschlossen hatte. Manche Quellen bringen die Vermutung zum Ausdruck, dass offizielle staatliche Stellen damit versucht hätten, die Veranstaltung platzen zu lassen, ohne sie offiziell verbieten zu müssen.
In Leipzig feierten der Altherren-Convent Saxonia Leipzig und die dazu eingeladene Hallenser Verbindung DStV Kröllwitzer Senioren-Convent am 15. Oktober 1988 einen Kommers zum Gedenken an den 175. Jahrestag der Völkerschlacht bei Leipzig. Sie sangen u. a. das Lied Wenn heut ein Geist herniederstiege von Ludwig Uhland nach der Melodie Sind wir vereint zur guten Stunde.
Der Couleurwart des Kröllwitzer Senioren-Convents, Gerhard Richwien, verfasste 1988 zur Singweise alter Studentenlieder neue Texte:
- die Parodie Der Gott, der Hopfen wachsen ließ nach dem Vaterlandslied von Ernst Moritz Arndt (1813); das Lied wurde mit einem fiktiven Brief des Freiherrn vom und zum Stein an Arndt in der Verbindungszeitung veröffentlicht und auf dem dritten Allianzkommers 1989 (s. u.) gesungen.
- ein Lied mit aktuellem Bezug zu den politischen Veränderungen (mutatio rerum) in der DDR nach der Melodie O alte Burschenherlichkeit". In der fünften Strophe pries es das neue Studentenleben in den Verbindungen an fünf Universitäten der DDR.

Im Dezember 1988 schloss die für die Verbindungen in der DDR wichtige  Moreau-Schänke in Dresden für immer ihren Zapfhahn. Aus diesem Anlass richtete die Dresdensia am 4. November 1988 einen Stirb- und Werdekommers aus, an dem viele Verbindungsstudenten aus verschiedenen Städten der DDR teilnahmen.

### 1989
Der dritte Allianzkommers im Jahre 1989, an dem über 100 Personen aus Ost und West teilnahmen, wurde sogar in der regierungskonformen Presse angekündigt. So schrieb die Zeitung „Der Morgen“, Organ der Blockpartei LDPD, Lokalausgabe Halle, am 19. Mai 1989:
Auf der Rudelsburg
Echo auf „Gaudeamus“-Ruf: Interesse an Tradition
Unter der Überschrift „'Gaudeamus' mit bunten Kappen“ konnten wir unseren Lesern am 20. Dezember 1988 aus Halle von der Gründung einer dort der Hochschulgruppe des Kulturbundes zugeordneten Arbeitsgemeinschaft „Studentische Kulturgeschichte“ berichten, deren Absicht es ist, die fortschrittlichen Traditionen studentischer Freizeitgestaltung, wie sie etwa an das Wartburgtreffen der Studenten 1817 erinnern, zu pflegen. Das Beispiel in Halle hat Schule gemacht: Im ständigen Kontakt mit FDJ-Studentenklubs der halleschen Martin-Luther-Universität konnten erste Ergebnisse der Belebung studentischer Kulturgeschichte erzielt werden, wozu u. a. auch eine Sammlung der Attribute früherer akademischer Geselligkeit gehören. Inzwischen haben sich aus weiteren Universitäts- und Hochschulstädten in der DDR Kommilitonen zusammengefunden, die ebenfalls Interesse an einer solchen Arbeit im Rahmen des Kulturbundes der DDR haben. Am 20./21. Mai holen die Kommersbrüder wieder ihre bunten Mützen aus dem Regal und treffen sich auf der Rudelsburg zu einer Wanderung nach Jena. Das ist die Gründung einer Dachorganisation im Rahmen der Kulturbund-Arbeit, die durch Gedankenaustausch Beiträge zur Geschichte der Universitäten und Hochschulen in der DDR leisten wird, vorgesehen. …
Nach dieser offiziellen Darstellung ging die Initiative von der FDJ aus, die nach „Interessenten“ suchte, die mitmachen wollten. Der Anklang, den diese Idee fand, wurde als Erfolg der FDJ gepriesen, obwohl sie doch als Protest gegen den „Einheitsbrei“ der regierungskonformen Jugendorganisation ihren Anfang genommen hatte. Diese offizielle Version machte auch die Westmedien misstrauisch, die in dem Prozess eine Maßnahme der SED-Führung sahen, deutsche Geschichte im Sinne des Sozialismus umzufärben und sich die Traditionen einzuverleiben.
So schrieb Die Welt am 25. Mai 1989, wenige Tage nach dem dritten Allianzkommers:
SED will mit Burschenschaften werben
Die thüringische Rudelsburg, historische akademische Versammlungsstätte im Dreieck Naumburg-Weimar-Jena, hatte eine denkwürdige Gesellschaft in ihren Mauern. Studenten aus Leipzig, Halle, Jena und anderen Hochschulorten in der „DDR“ fanden sich zu einem vorbereitenden Gründungskommers hoch über der Saale ein. Unter den Zaungästen waren Aufpasser des Staatssicherheitsdienstes, aber der erste „Allianzkommers Rudelsburg 1989“ war vorschriftsmäßig bei der Polizei in Naumburg angemeldet worden.
Mit bunten Mützen und Bändern, wie sie die Studenten vor dem Krieg auch in Mitteldeutschland trugen, zogen über einhundert Angehörige neuer „DDR“-Verbindungen auf die Burg. …
In der „DDR“ bestehen bereits etwa zehn Korporationen, die allerdings nicht mit den in der Bundesrepublik Deutschland existierenden Studentenverbindungen vergleichbar sind. Die neuen „DDR“-Verbindungen setzen auch nicht die Tradition ehemaliger mitteldeutscher Korporationen fort. Ihre Gründung wurde nur unter der Auflage gestattet, daß sie sich in die Arbeitsgemeinschaften für studentenhistorische Kulturgeschichte bei den jeweiligen Hochschulkreisleitungen des Kulturbundes und in die Studentenklubs der Universitäten eingliedern.
Die SED will mit der Akzeptanz kontrollierter burschenschaftlicher Geschichte unter der akademischen Jugend für ihre Politik werben. Deshalb überraschte es in den Universitäten nicht, daß die Zeitung der Liberaldemokratischen Partei in ihrem Lokalteil in Halle am 19. Mai das Treffen auf der Rudelsburg ankündigte. Die Zeitung hatte dem Vernehmen nach einen entsprechenden Hinweis von SED-Stellen erhalten, es sei opportun, die Veranstaltung zu publizieren: Es werde eine Dachorganisation gegründet. Dazu kam es allerdings nicht bei dem Kommers auf der Rudelsburg, der von dem Vertreter der Leipziger Verbindung „Saxonia“ geschlagen wurde. Unter den Studenten wurde nämlich die Absicht der SED vermutet, eine Dachorganisation sofort mit V-Leuten zu unterwandern. Deshalb wurde eine sorgfältige Personenauswahl verlangt und die „Konstituierung“ der „Allianz“ auf den Juni 1990 vertagt – zugleich 175. Wiederkehr des Gründungsjahres der Ur-Burschenschaft Jena, die auf ihre Farben die Beseitigung des Partikularismus in Deutschland geschrieben hatte.
Die neuen Verbindungen wollen sich unter Wahrung der fortschrittlichen Traditionen deutscher Geschichte für die Gestaltung der Zukunft in Europa einsetzen. Das betonte auch der Festredner, der den Jenaer Philosophen Immanuel Hermann Fichte [sic, gemeint ist Johann Gottlieb Fichte] („Reden an die deutsche Nation“) zitierte. An der Kneiptafel wurden Biergläser mit aufgeklebtem Gorbatschow-Foto geschwenkt. Das warf den Beobachtern die Frage auf, ob der „Allianzkommers“ eine ähnliche Bedeutung erlangen könnte wie im Jahre 1815 die Jenaer Ur-Burschenschaft?
In derselben Ausgabe der Zeitung „Die Welt“ schrieb derselbe Journalist einen Kommentar zu dem Thema, in dem er einerseits die Versuche der SED anprangert, die Bestrebungen zur Gründung selbstverwalteter studentischer Zusammenschlüsse in traditionellen Formen für undemokratische Zwecke zu vereinnahmen, andererseits aber seiner Hoffnung Ausdruck verlieh, dass die jungen Leute das werden verhindern können:
Kommentar: Jena 1989
Von den mitteldeutschen Universitäten war bisher über das Selbstbestimmungsrecht nichts zu vernehmen. Nicht einmal Reformen in der „DDR“ wurden diskutiert. Daß sich vor wenigen Tagen auf der thüringischen Rudelsburg Studenten mehrerer Universitäten offen nach Anmeldung bei der Polizei trafen, verdient deshalb besondere Beachtung. Gewiß versucht die SED seit einiger Zeit die akademische Jugend durch Tolerierung eigener Verbindungen im Rahmen des kommunistischen Kulturbundes für sich einzunehmen. Dazu gehört die Akzeptanz burschenschaftlicher Geschichte. Aber das kostet die Partei-Ideologen Volten, denn die Farben der Freiheit, die die Burschenschaften trugen, haben nichts mit denen des heutigen totalitären Regimes auf einem Teil des deutschen Bodens gemeinsam. Warum sonst hätte die SED eigens in die schwarz/rote, mit Gold verzierte Fahne des Wartburgfestes das Hammer-und-Zirkel-Emblem einprägen lassen? Auf der Wartburg ist 1817 die Einigkeit der studentischen Jugend gegen Fremdherrschaft und für die Einheit der deutschen Nation demonstriert worden. Über eineinhalb Jahrhunderte später suchen nun erneut Studenten nach Wegen, die Teilung unseres Landes zu mildern und zu überwinden.
Die Botschaft der Versammelten aus Leipzig, Halle und Jena und anderen Universitätsorten lautete beim „Allianzkommers“, daß sie sich nicht den SED-Vorstellungen von einer organisierten Studentenschaft zu unterwerfen gedenken. …
Auch die in Westdeutschland ansässigen Burschenschaften hatten es nicht leicht, zwischen den Bestrebungen der jungen Leute, sich von der Gängelung seitens SED und FDJ zu lösen, und dem Versuch der DDR-Führung, die Geschichte des deutschen Freiheitsbewegung für sich zu vereinnahmen, zu unterscheiden. Unter der Überschrift „Ein mißglückter Versuch“ wendete sich ein Braunschweiger Burschenschafter in einem Leserbrief in Die Welt vom 8. Juni 1989 gegen die Einvernahme:

„Erich Honeckers immer deutlicher werdende Versuche, sein Regime als einzig legitimen Nachfolger deutscher Geschichte darzustellen, erreicht mit der Einverleibung der burschenschaftlichen Freiheitsbewegung einen neuen Höhepunkt der Dreistigkeit. … Doch der Ostberliner Mauerwächter möge sich nicht täuschen. Seine Auffassung von deutscher Demokratie hat mit den noch heute gültigen Zielen der Urburschenschaft nichts, aber auch gar nichts gemein. Seine ‚DDR‘-Burschenschaften sind ein Witz, auch wenn ihren Mitgliedern der Freiraum begrenzt selbständigen Denkens gegönnt sei. … Die deutschen Burschenschafter, die heute wieder mehr als 20 000 Akademiker und Studenten in den freien Teilen Deutschlands zählen, haben seit fast 175 Jahren im Auf und Ab deutscher Geschichte unter ihren Farben Schwarz-Rot-Gold nicht für Einheit und Freiheit gekämpft, um sich so einfach usurpieren zu lassen. Was die deutsche Burschenschaft, im Gegensatz zu einigen westlichen Klinkenputzern, von den politischen Verhältnissen in Mitteldeutschland hält, wird sie nicht zuletzt auf ihrer diesjährigen Zentralveranstaltung zum 17. Juni in Fulda verdeutlichen. Und zur 175-Jahr-Feier im Mai 1990 in Berlin wird – wie auch in Zukunft – die Fahne der Urburschenschaft ohne das entehrende „Hammer und Zirkel“-Emblem dabei sein.“

### Mensuren

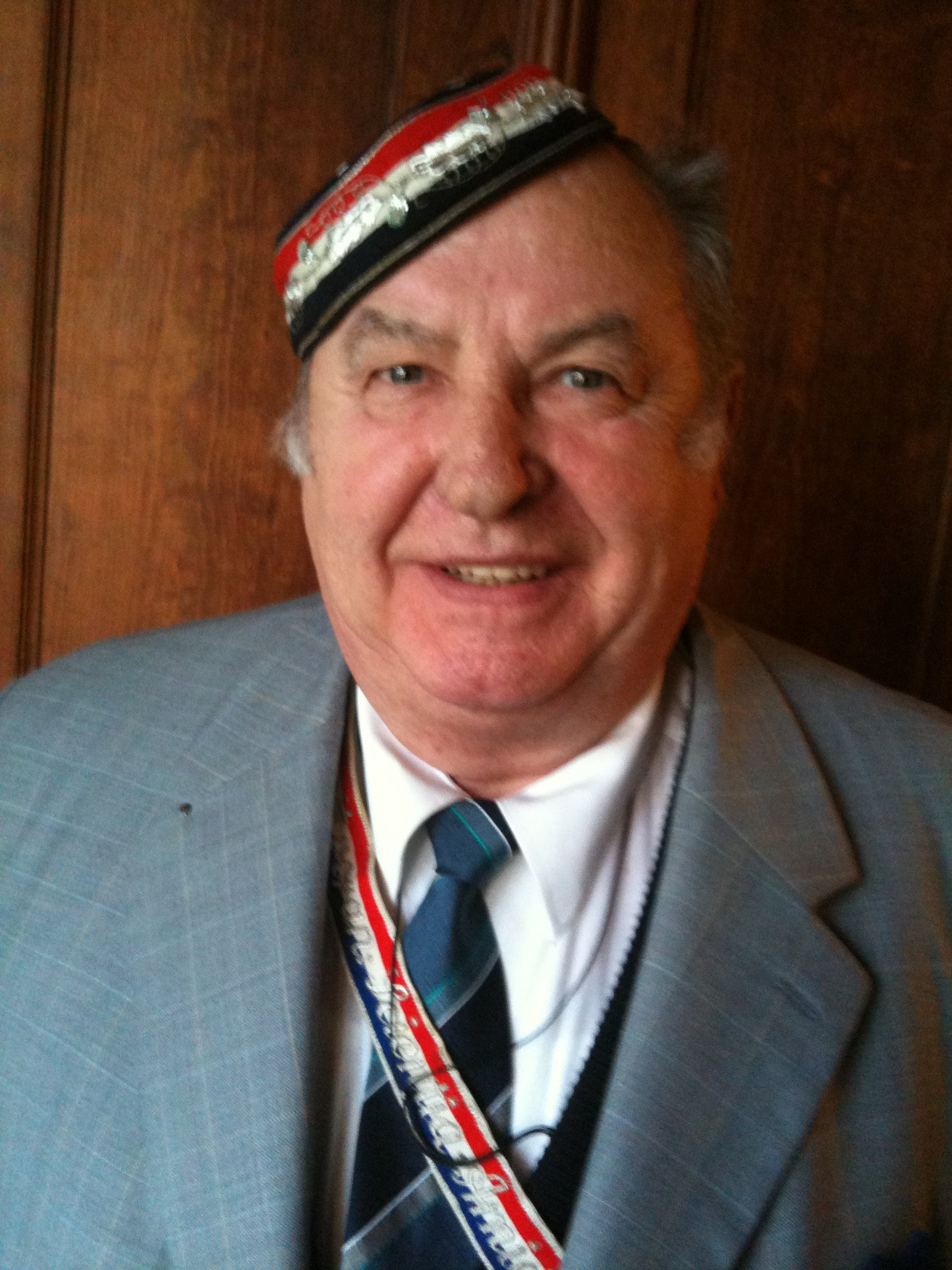
Henner Huhle (2010)

Der Kölner Fechtmeister Henner Huhle erhielt Mitte April 1989 einen Brief aus Halle/Saale von Studenten, die „pauken“ und „Mensuren“ fechten wollten und dazu um Literatur baten. Huhle fuhr im Juli 1989 nach Halle, wo er von einer Gruppe Studenten in Couleur empfangen wurde, die er im studentischen Fechten unterweisen sollte. Hierzu hatte er Klingen im Auto über die Grenze geschmuggelt sowie Körbe, Paukhelme und Stulpen mit der Post voraus geschickt. Vor Ort befand sich aber bereits Ausrüstung („Paukzeug“), die mit den Mitteln der DDR nach der Vorlage alter Bilder zusammengebaut worden war. Klingen waren aus flach geschliffenen Moniereisen gefertigt, Stulpen aus Motorradhandschuhen, Masken aus Sicherheitshelmen mit grobem Maschendraht und so weiter.
Eine Gruppe aus den Verbindungen „Kröllwitzer Seniorenconvent Halle“ und „Saxonia Leipzig“ wollte das Fechten einführen und den Paukbetrieb in geregelte Bahnen lenken. Fechtmeister Huhle schlug ihnen vor, eine Fechtgemeinschaft nach dem Vorbild von Turnvater Jahn zu gründen, der in der DDR als historisches Erbe akzeptiert wurde. Sie gründeten am 23. Juli 1989 die „Akademische Fechtgemeinschaft Halle/Leipzig“ (AFG) als pflichtschlagende Verbindung mit den Farben blau-weiß auf Silber und dem Zirkel in Form eines stilisierten Glockenschlägers. Eifrig paukten sie sich ein. Auch in der Forstakademischen Verbindung Silvania Tharandt wollten Aktive das Fechten einführen.
Die Entwicklung ließ sich nicht mehr aufhalten. Die SED verlor zunehmend die Kontrolle über die gesellschaftspolitische Entwicklung in der DDR. Die Vereinnahmung der DDR-Studentenverbindungen (wie selbst im Westen befürchtet) scheiterte am Machtverlust der Herrschenden. Die Ereignisse gipfelten am 9. November 1989 in der Maueröffnung.
Am 2. Dezember nahmen Verbindungsstudenten aus der ganzen DDR auf Einladung des KStV Palatia Heidelberg im KV am Heidelberger Schlosskommers teil.

### 1990

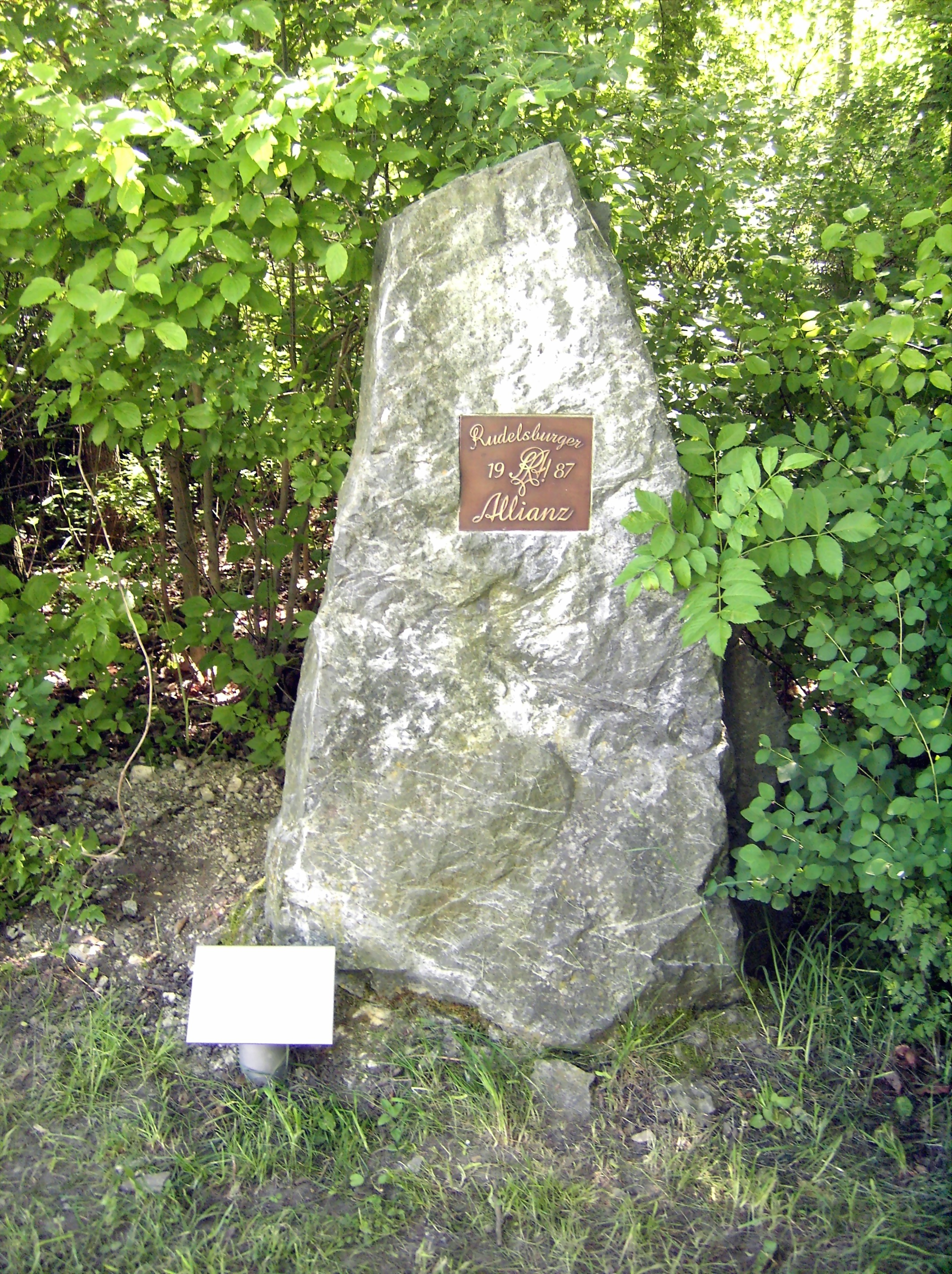
Allianzstein auf der Rudelsburg

Am 10. Februar 1990 wurde dann von den Verbindungen, die sich regelmäßig auf der Rudelsburg getroffen hatten, in Halle (Saale) die Rudelsburger Allianz gegründet. Die Allianzfarbe ist „weiß“ als „Summe aller Farben“, Wahlspruch „In varietate unitas!“ Mitglieder können nur die Verbindungen werden, die vor dem 9. November 1989 eine Tradition in der DDR besitzen – „unabhängig von weltanschaulicher, politischer oder sonstiger Ausrichtung der einzelnen Verbindungen und ihrer Mitglieder und unabhängig von ihrer Zugehörigkeit zu den verschiedenen Dachverbänden“.
Die Verbindung Saxonia Leipzig feierte am 21. April 1990 ihren zweiten Stiftungsfestkommers mit rund 120 Teilnehmern aus der Rudelsburger Allianz und den westdeutschen Korporationsverbänden.
Für den 12./13. Mai 1990 lud die Akademische Fechtgemeinschaft Halle/Leipzig zu einem Mitteldeutschen Waffenstudententag nach Nordhausen ein. Hieran nahmen auch fechterisch interessierte Aktive der Forstverbindung Silvania Tharandt und der neu aufgemachten Burschenschaft Plessavia Leipzig teil. Angereist waren Abordnungen der Corps Lusatia Leipzig zu Berlin (KSCV) und Borussia Clausthal (WSC) und der Landsmannschaft Preußen Berlin (CC). Sie paukten mit den mitteldeutschen Studenten und traten mit ihnen öffentlich beim Stadtbummel in Couleur auf. Als erste westdeutsche Studentenverbindung kehrte das Corps Thuringia Jena noch vor der sog. Wiedervereinigung aus Hamburg nach Jena zurück.
Am 9. Juni 1990 fand dann der letzte Allianzkommers in der DDR statt. Zu diesem lud wieder die KDStV Salana Jenensis ein. An diesem Kommers mit mehr als 100 Teilnehmern nahmen nicht nur die Verbindungen der Rudelsburger Allianz, sondern auch Verbindungen aus der Bundesrepublik Deutschland und aus anderen Ländern Europas teil. Es war ein Zeichen für die Zukunft des Verbindungsstudententums in einem geeinten Deutschland; denn hier diskutierten und feierten schlagende und nichtschlagende, farbentragende und nichtfarbentragende, konfessionelle und politisch ausgerichtete Verbindungen miteinander.- Seitdem veranstaltet die Rudelsburger Allianz am ersten Samstag nach Pfingsten ihren Allianzkommers auf der Rudelsburg.
Zum Gedenken an die für alle Korporationen historisch bedeutsame Gründung der Urburschenschaft vor 175 Jahren lud die DDR-Verbindung Saxo-Ascania Halle (ehemals Kröllwitzer SC) als Vorort der Rudelsburger Allianz zu einer Feier in Jena am 16. Juni 1990 ein. Korporationsstudenten aller Verbände in Couleur aus beiden Teilen Deutschlands und aus Österreich beherrschten das Straßenbild. Auf dem Festakt in der Aula begrüßte der Rektor die Korporationen. Zum Kommers im voll besetzten Volkshaus (950 Plätze) erschien auch der Oberbürgermeister. Zum Abschluss des nach dem Comment der Rudelsburger Allianz straff geführten Kommerses sangen die Teilnehmer begeistert das Deutschlandlied. Ein Zug durch die Stadt zur historischen Gaststätte „Grüne Tanne“, wo die Landsmannschaften 1815 die Urburschenschaft gegründet hatten, beschloss die erste korporationsstudentische Großveranstaltung in der DDR.
Die Aktiven der zwischenzeitlich in Akademische Landsmannschaft Sachsen zu Leipzig umbenannten Akademischen Fechtgemeinschaft paukten sich mit Unterstützung der Landsmannschaft Preußen Berlin weiter ein und fochten am 22. September 1990, also noch vor der Wiedervereinigung, auf dem ersten und einzigen Pauktag in der Geschichte der DDR fünf scharfe Mensuren. Die Gegenpaukanten wurden von zwei Berliner Landsmannschaften und der DDR-Verbindung DStV Markomannia zu Greifswald gestellt.
Auf Einladung der DDR-Verbindung KDStV Germania Leipzig trafen sich noch unmittelbar vor der Wiedervereinigung am 29. September 1990 in dem traditionellen Studentenlokal „Thüringer Hof“ zu Leipzig die Vertreter von 19 alten Leipziger Korporationen, die jetzt im westlichen Exil lebten, mit den drei in Leipzig aktiven Verbindungen. Auf dem Kommers wurden Grußworte des Weihbischofs von Dresden-Meißen und des DDR-Ministerpräsidenten Lothar de Maizière verlesen. Gemeinsam sangen alte und neue Verbindungen das Deutschlandlied.

## Wiedervereinigung
Nach der Wiedervereinigung im Oktober 1990 änderte sich die Situation für die DDR-Verbindungen. Bereits im Frühjahr und Sommer 1990 hatten die ersten Verbindungen, die ursprünglich auf dem Gebiet der DDR gegründet und in der Nachkriegszeit in den Westen gegangen waren, ihren Sitz wieder in die alte Heimat verlegt. Diese Verbindungen hatten meist über Jahrzehnte im Westen existiert und eine vergleichsweise zahlungskräftige Altherrenschaft. Praktisch alle hatten im Westen ein eigenes Korporationshaus besessen, das jetzt zugunsten des Ankaufs einer neuen Immobilie im Osten verkauft wurde. Für den potenziellen Nachwuchs war eine derartig ausgestattete Verbindung oft attraktiver als eine finanzschwache Neugründung. Es entstand eine neue Verbindungsszene, die DDR-Verbindungen waren keine Vorreiter und Exoten mehr, sondern galten jetzt eher als Nachahmer und Trittbrettfahrer. Und das, obwohl sie noch vor wenigen Monaten in der DDR als Experten für studentische Kulturgeschichte galten.
Die einzelnen Verbindungen reagierten unterschiedlich. Einige schlossen sich studentischen Dachverbänden aus dem Westen an, was aber nicht immer funktionierte. Einige versuchten, ihren Weg wie zu DDR-Zeiten weiter alleine zu gehen. Andere nahmen ein Angebot aus dem Westen an, als Aktive die Tradition einer Verbindung weiter zu pflegen, die aus dem Westen in den Osten verlegen wollte. Alle in der DDR gegründeten Verbindungen können heute Mitglied in der Rudelsburger Allianz werden, ganz gleich, für welche Lösung sie sich entschieden haben. Aber nicht alle haben dieses Angebot angenommen. Einige haben mittlerweile ihren Aktivenbetrieb eingestellt und existieren nur noch als Altherrenverband.
Zwei DDR-Verbindungen teilten sich in Aktivengruppen, die nach einvernehmlicher Trennung unterschiedliche korporationsstudentische Wege beschritten: In der pflichtschlagenden Akademischen Fechtgemeinschaft Halle/Leipzig hatte sich schon in der DDR-Zeit neben der landsmannschaftlich eingestellten Mehrheit eine corpsstudentische Richtung entwickelt. Wenige Wochen nach der Wiedervereinigung schieden der Senior, der Consenior und ein Fuchs aus, wurden im Kösener Corps Lusatia aktiv und bildeten seit November 1990 dessen ersten Fuchsenstamm in Leipzig. Die Mehrheit ging als Landsmannschaft Sachsen, dann Saxo-Afrania Leipzig, in den Coburger Convent. In Tharandt rekonstituierte eine Gruppe Aktiver der Forstverbindung Silvania, die schon während der DDR-Zeit das Fechten gelernt hatten, das alte Corps Silvania im Kösener SC-Verband, während die Mehrheit als nichtschlagende Forstakademische Jagdkorporation Cervidia den Weg zum Wernigeroder Jagdkorporationen-SC wählte.
Von den Mitgliedsverbindungen der Rudelsburger Allianz wurde 1997 auf der Rudelsburg ein Gedenkstein zum zehnjährigen Jubiläum des ersten gemeinsamen öffentlichen Auftritts von Studentenverbindungen in der Geschichte der DDR errichtet.

### Vor 1990
- Ein Deutschland ist, soll sein und bleiben. Festgabe der Friedrich-Schiller-Universität Jena zur 135. Wiederkehr des Wartburgfestes deutscher Studenten. 18./19. Oktober 1917 bis 18./19. Oktober 1952. Verfasst und zusammengestellt von einem Kollektiv von Studenten und Aspiranten der Fachrichtungen Geschichte, Pädagogik und Germanistik, Jena 1952.
- Günter Steiger: Aufbruch – Urburschenschaft und Wartburgfest. Urania-Verlag, Leipzig 1967.
- Klaus-Dieter Stefan: Blind wie zu Kaisers Zeiten – Säbel, Seidel, Schmisse: Neue „Burschenherrlichkeit“, (nl-konkret Nr 65) Berlin (DDR), Neues Leben. 1. Auflage 1985, 2. Auflage 1987
- Gaudeamus igitur. Laßt uns fröhlich sein. Historische Studentenlieder, zusammengestellt, bearbeitet und kommentiert von Günter Steiger und Hans-Joachim Ludwig, 1. Auflage Leipzig 1986, 3. Auflage Leipzig 1989.
- FDJ-Studentenliederbuch. Herausgegeben vom Zentralrat der Freien Deutschen Jugend über Verlag Junge Welt. Berlin 1987.
- Wolfgang Kupke (Hg.): O neue Burschenherrlichkeit. Zeitgeschichtliche Texte aus dem Verbindungsleben in der DDR, Selbstverlag der Saxo-Ascania Hallensis, Halle/Saale, Juni 1990 (Archiv des Corps Lusatia Leipzig).

### Nach 1990
- Henner Huhle: Zu dieser Zeit – kaum zu glauben. Einst und Jetzt, Band 36 (1991), S. 229–234 (Bericht über den Beginn des Paukbetriebes in der DDR im Jahre 1989)
- Olaf-Martin Oels: Erinnerungen an den Anfang. Persönliche Erinnerungen aus der Aktivenzeit in der ehemaligen DDR. Einst und Jetzt, Band 43 (1998), S. 25–40.
- Kurt U. Bertrams (Hg.): Studentenverbindungen in der DDR. WJK-Verlag Hilden 2006, ISBN 3-933892-99-6 Gaudeamus igitur. Laßt uns fröhlich sein. Historische Studentenlieder (Memento vom 24. Juli 2007 im Internet Archive)
- Henner Huhle: Die präwendalen Couleuriker und die Rudelsburger Allianz. E. Ferger Verlag Bergisch Gladbach, 1. Auflage 2006, ISBN 3-931219-32-1.
- Edwin A. Biedermann: Logen, Clubs und Bruderschaften, 2. Auflage. Droste-Verlag 2007, ISBN 978-3-7700-1184-1 (ausführliche Darstellung im Kapitel studentische Korporationen)
- Norbert Nail: Jenseits des „breiten Steins“: Studentendeutsch in der DDR. In: Studenten-Kurier 3/2013, S. 15–17. https://norbert-nail.de/jenseits-des-breiten-steins-studentendeutsch-in-der-ddr.html
- Henry Waldmann: „Und in Jene lebt sich’s bene“. Die Universität Jena und ihre Studenten. Hilden 2024, ISBN 3-910672-00-0